# Bakakinita
La bakakinita és un mineral de la classe dels fosfats.

## Característiques
La bakakinita és un vanadat de fórmula química Ca₂V₂O₇. Va ser aprovada com a espècie vàlida per l'Associació Mineralògica Internacional l'any 2022, sent publicada l'any següent. Cristal·litza en el sistema triclínic.
L'exemplar que va servir per a determinar l'espècie, el que es coneix com a material tipus, es troba conservat a les col·leccions del Museu Mineralògic Fersmann, de l'Acadèmia de Ciències de Rússia, a Moscou (Rússia), amb el número de registre: 5872/1.

## Formació i jaciments
Va ser descoberta a la fumarola Arsenàtnaia, dins el segon con d'escòria de l'avanç nord de la Gran erupció fissural del volcà Tolbàtxik (Krai de Kamtxatka, Rússia). Aquest volcà rus és l'únic indret de tot el planeta on ha estat descrita aquesta espècie mineral.